# Cassiculus melanicterus
Cassiculus melanicterus е вид птица от семейство Трупиалови, единствен представител на род Cassiculus.

## Разпространение
Видът е разпространен в Гватемала, Мексико и Салвадор.